# Littérature française du XVIIIe siècle

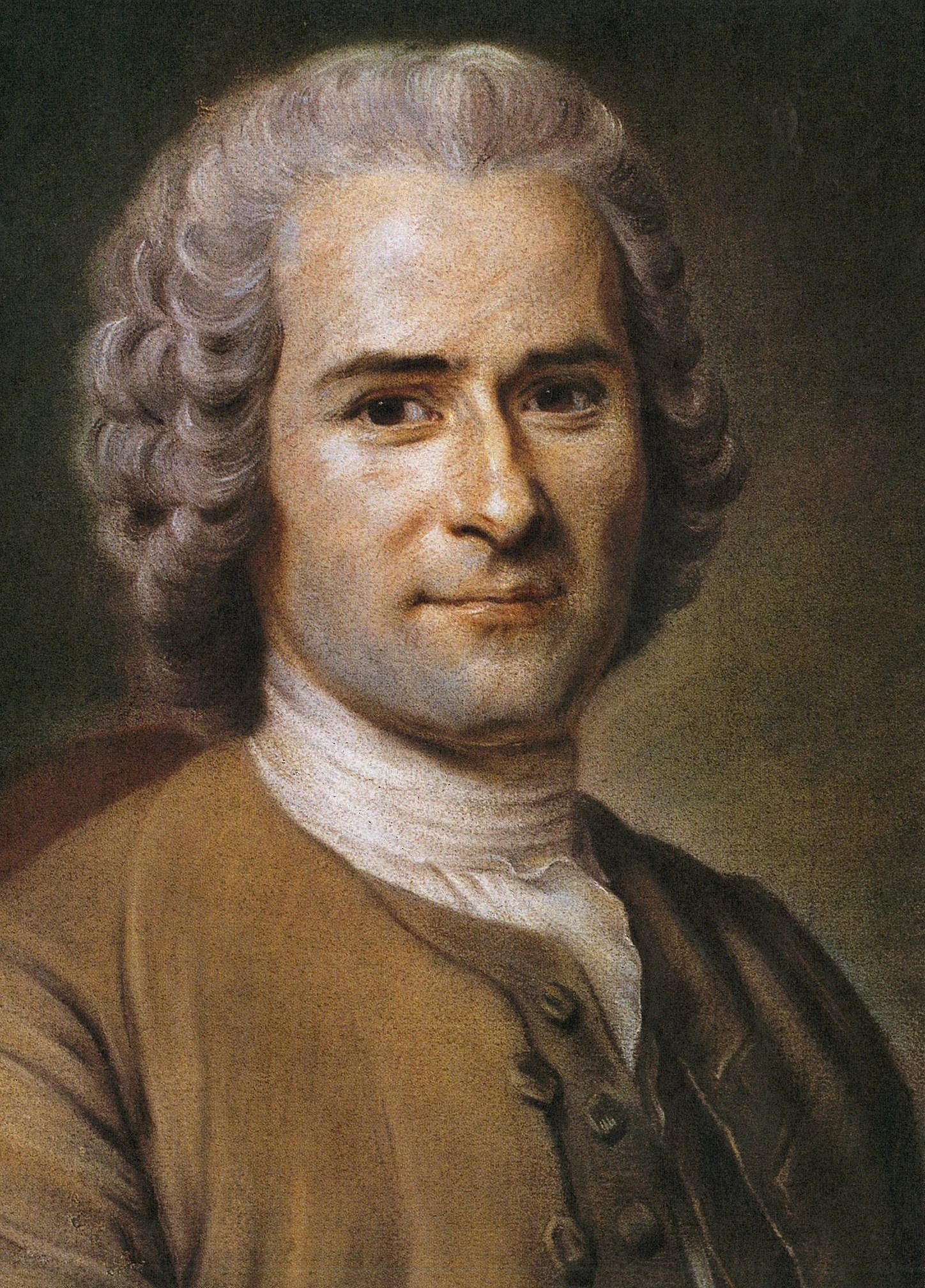
Rousseau.

La littérature française du XVIIIe siècle s’inscrit dans une période le plus souvent définie par deux dates repères : 1715, date de la mort de Louis XIV, et d’autre part, 1799, date du coup d’État de Bonaparte qui instaure le Consulat et met d’une certaine façon fin à la période révolutionnaire. Ce siècle de transformations économiques, sociales, intellectuelles et politiques est riche d’une multiplicité d’œuvres qui peuvent se rattacher, en simplifiant, à deux orientations majeures : le mouvement des Lumières et ses remises en cause des bases de la société et, par ailleurs, la naissance d’une sensibilité que l’on qualifiera postérieurement de préromantique.
La littérature d'idées est illustrée notamment par Montesquieu (Lettres persanes en 1721), Voltaire (romans philosophiques comme Zadig, 1747 ou Candide, en 1759), Diderot ou Rousseau que l'on découvre aussi comme romanciers aux côtés de l'abbé Prévost, Crébillon, Bernardin de Saint-Pierre, Laclos ou Sade alors que le théâtre retient en particulier Marivaux et Beaumarchais.

## Contexte historique

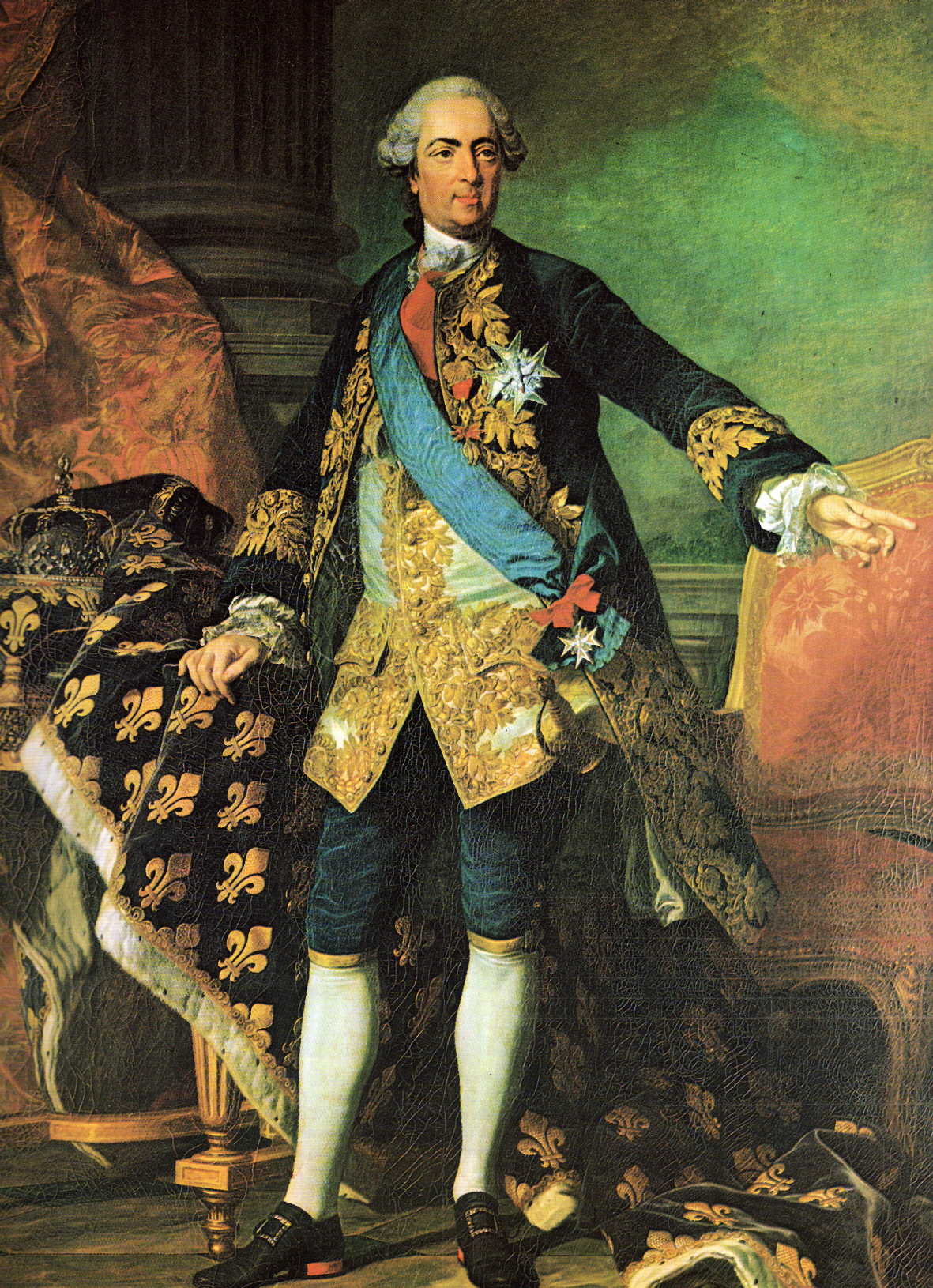
Louis XV.

Le XVIIIe siècle va se voir fragiliser progressivement la monarchie absolue avec la Régence de Philippe d’Orléans, et avec le très long règne de Louis XV et ses guerres perdues (guerre de Sept Ans sur le continent européen et outre-mer, en Amérique et en Inde particulièrement, achevée par le traité de Paris de 1763 qui consacre la puissance de l’Angleterre et le poids de la Prusse). La monarchie mourra finalement de l’impuissance de Louis XVI : la Révolution de 1789 et ses soubresauts violents transformeront fondamentalement l’Histoire de la France qui deviendra une République le 21 septembre 1792. La naissance en 1776 de la République des États-Unis d’Amérique, soutenue par la France contre l’Angleterre, symbolise aussi l’entrée dans un monde nouveau à la veille du XIXe siècle où apparaît le personnage de Bonaparte.

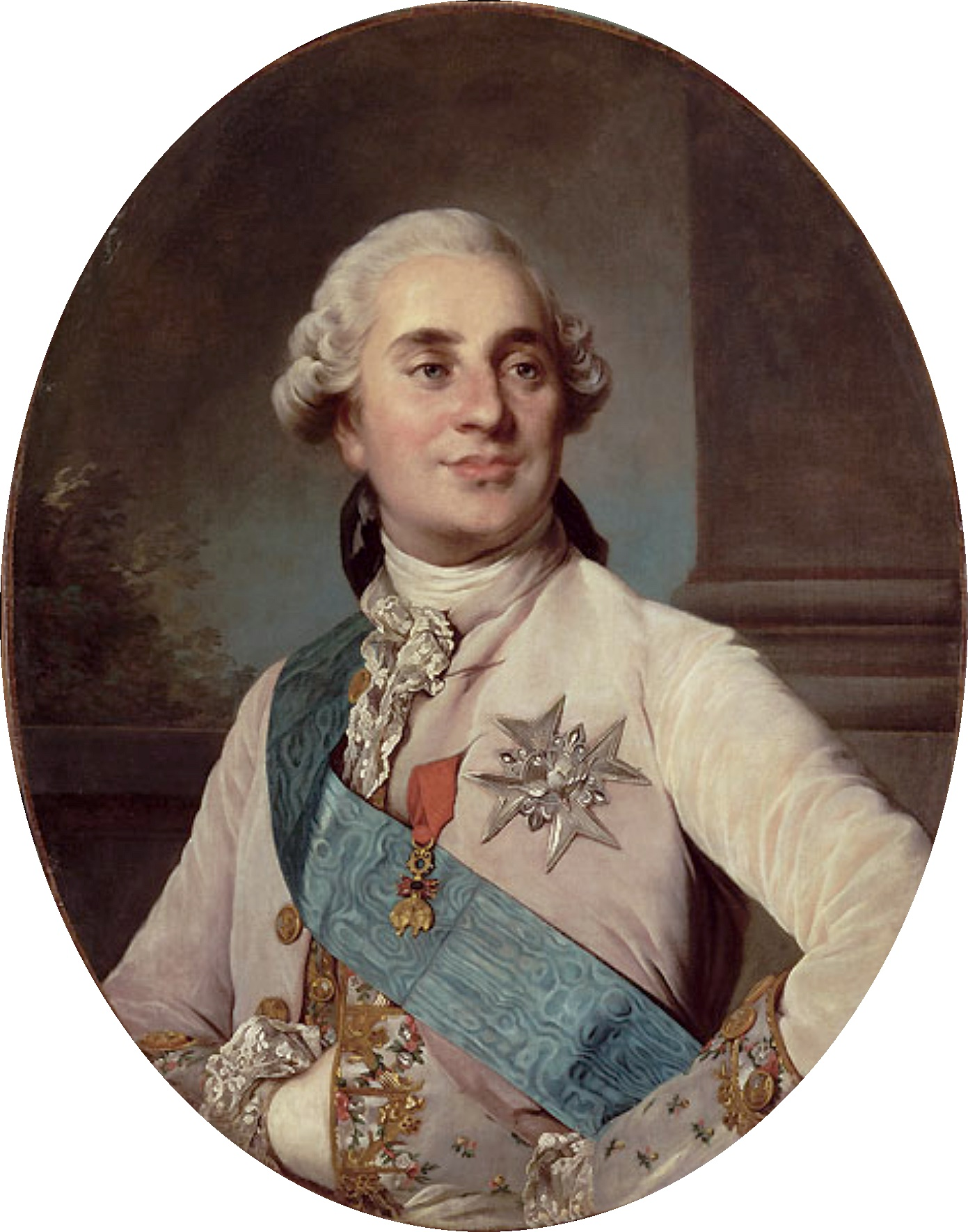
Louis XVI.

Par ailleurs, au cours du XVIIIe siècle, la société française change avec l’essor démographique et l’activité d’une bourgeoisie d’affaires et d’entreprises liée au progrès technologique (machine à vapeur – métallurgie) et au commerce avec « les Indes », fondé sur la traite négrière. En même temps se développent les villes avec leurs salons, leurs cafés et leurs académies qui affaiblissent le poids de l’aristocratie dans le domaine culturel comme dans le domaine social où s’affirme peu à peu le tiers état qui sera le vainqueur des luttes révolutionnaires à partir de 1789. Alors que la grande majorité des écrivains du XVIIe siècle étaient des courtisans à la recherche de mécènes et de protecteurs, le XVIIIe siècle et les siècles suivants voient l'émergence d'une nouvelle éthique de l'écrivain, exprimée à l'origine par Voltaire, consistant en son autonomisation progressive par rapport aux pouvoirs (politiques, religieux). Cette éthique se construit dans le cadre de la lutte pour la liberté d'expression avec en corollaire une responsabilité accrue de ces écrivains dont les pouvoirs veulent désormais qu'ils répondent de leurs œuvres.

Serment du Jeu de paume, 20 juin 1789.

Les mentalités évoluent elles aussi avec le développement de l’éducation et des sciences (Newton, Watt, Volta, Leibniz, Buffon, Lavoisier, Monge…) et la diffusion des œuvres de l’esprit, par le colportage et par le théâtre. La foi dans le Progrès que symbolisera l’Encyclopédie de Diderot et d’Alembert correspond à une déchristianisation progressive de la société que révèlent les conflits entre le haut et le bas clergé, ou les tensions avec les Jésuites (expulsés du royaume en 1764) ou l’évolution du statut des protestants, admis à l’état-civil en 1787. Mais l’Église catholique reste un pouvoir dominant qui lutte contre les Lumières en faisant interdire leurs œuvres et en obtenant, par exemple, la condamnation à mort du huguenot Jean Calas en 1762 ou, pour blasphème, celle du chevalier de La Barre en 1766, barbaries qui susciteront l’indignation de Voltaire.

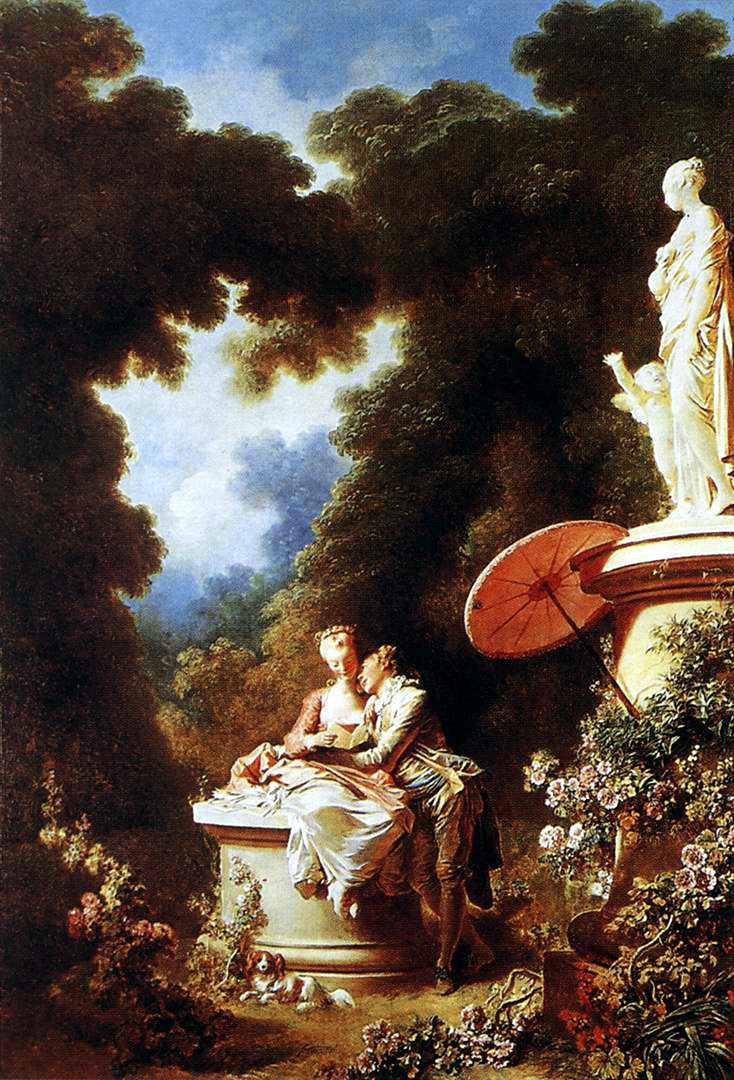
Fragonard - la déclaration d’amour.

À la même période, les conquêtes coloniales intéressent toutes les puissances européennes (voir Guerre de Sept Ans) et introduisent l’exotisme et le thème du bon sauvage qui nourriront les arts et la littérature, de Robinson Crusoé à Paul et Virginie par exemple. Les échanges se multiplient et les influences étrangères sont importantes autant pour la marche des idées que pour l’évolution des genres littéraires : c’est vrai en particulier pour l’influence anglaise avec ses avancées démocratiques (monarchie constitutionnelle) et la création romanesque ou poétique que découvrent beaucoup d’écrivains qui séjournent en Angleterre tout au long du siècle. L’influence allemande est aussi importante : elle nourrit le changement préromantique des sensibilités avec un apport marqué dans le domaine du fantastique et du sentiment national qui s’accentuera au siècle suivant.
En ce qui concerne l’art, le XVIIIe siècle présente longtemps un art tourné vers la décoration avec le style Régence et le style Louis XV et ceux qu’on a appelés les « peintres du bonheur » comme Boucher, Fragonard, Watteau ou Chardin, ou les portraitistes Quentin de La Tour, Nattier ou Van Loo, avant de valoriser, dans la deuxième partie du siècle, un art sensible et moral avec Greuze, Hubert Robert ou Claude Joseph Vernet. La musique française est illustrée par François Couperin et Jean-Philippe Rameau, mais d’autres compositeurs européens dominent le siècle, de Vivaldi à Mozart en passant par Haendel, Bach, Haydn…
Pour avoir un panorama littéraire du siècle précédent on se reportera à littérature française du xviie siècle.

## La variété littéraire duXVIIIesiècle

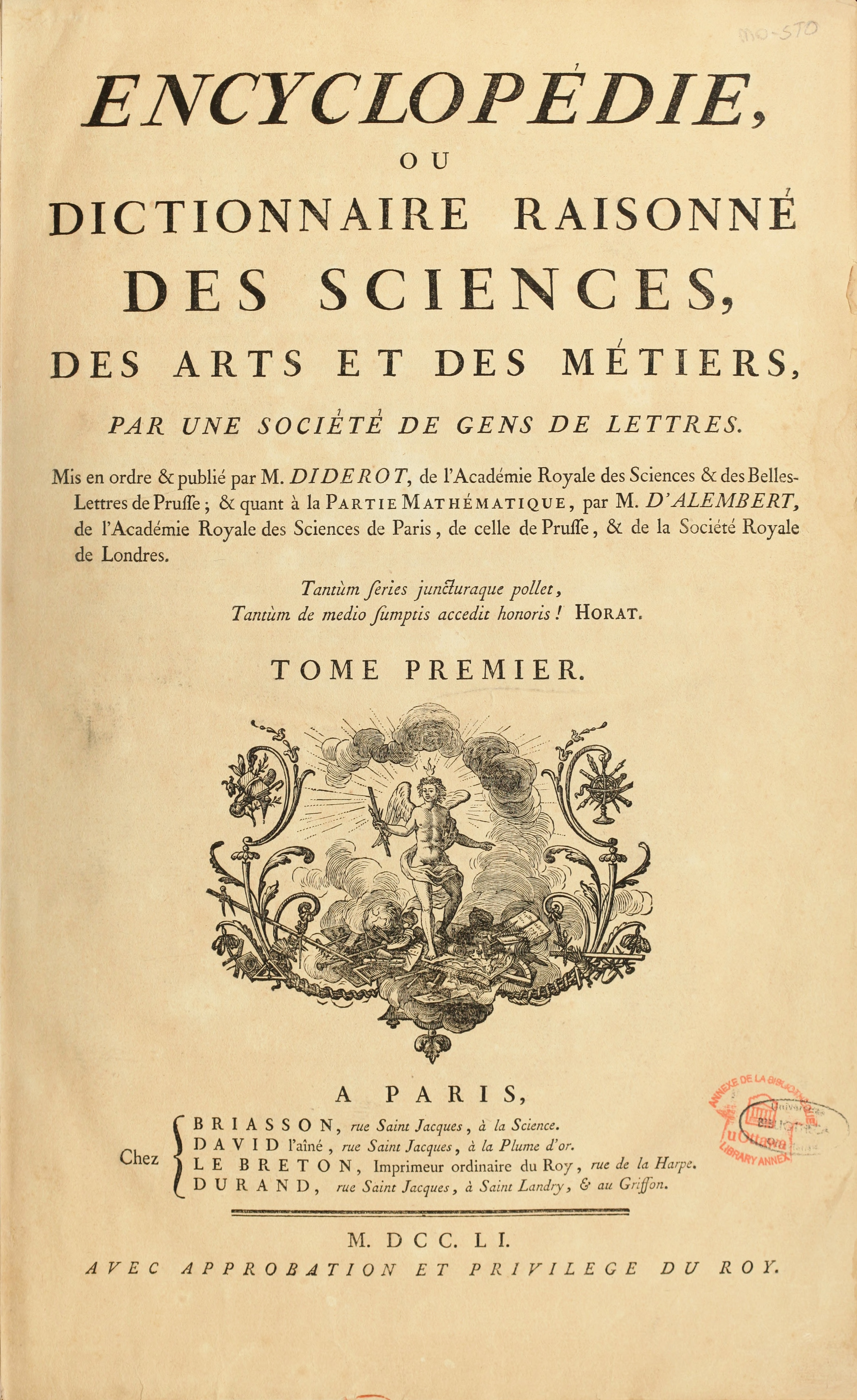
L’Encyclopédie.

### La littérature d'idées
Continuateurs des libertins du XVIIe siècle et d’esprits critiques comme Bayle et Fontenelle, ceux que l’on appellera les Lumières dénoncent au nom de la Raison et des valeurs morales les oppressions qui perdurent à leur époque. Ils contestent la monarchie absolue en revendiquant un contrat social comme fondement de l’autorité politique et une organisation plus démocratique des pouvoirs dans une monarchie constitutionnelle avec une séparation des pouvoirs exécutifs, législatif et judiciaire et militaire (Montesquieu, Diderot, Rousseau entre autres). Voltaire combat particulièrement les abus du pouvoir (censure, lettre de cachet, collusion avec l’Église) et rêve d’un despote éclairé, conseillé par des philosophes. Par ailleurs, les « philosophes » eux-mêmes, bien que n'étant pas tous issus du Tiers état, défendent une société fondée sur les talents et sur le mérite qui s’oppose à une société de classes (ou de castes) héréditaires, introduisant ainsi les valeurs de liberté et d’égalité qu’affirmera la République à la fin du siècle.

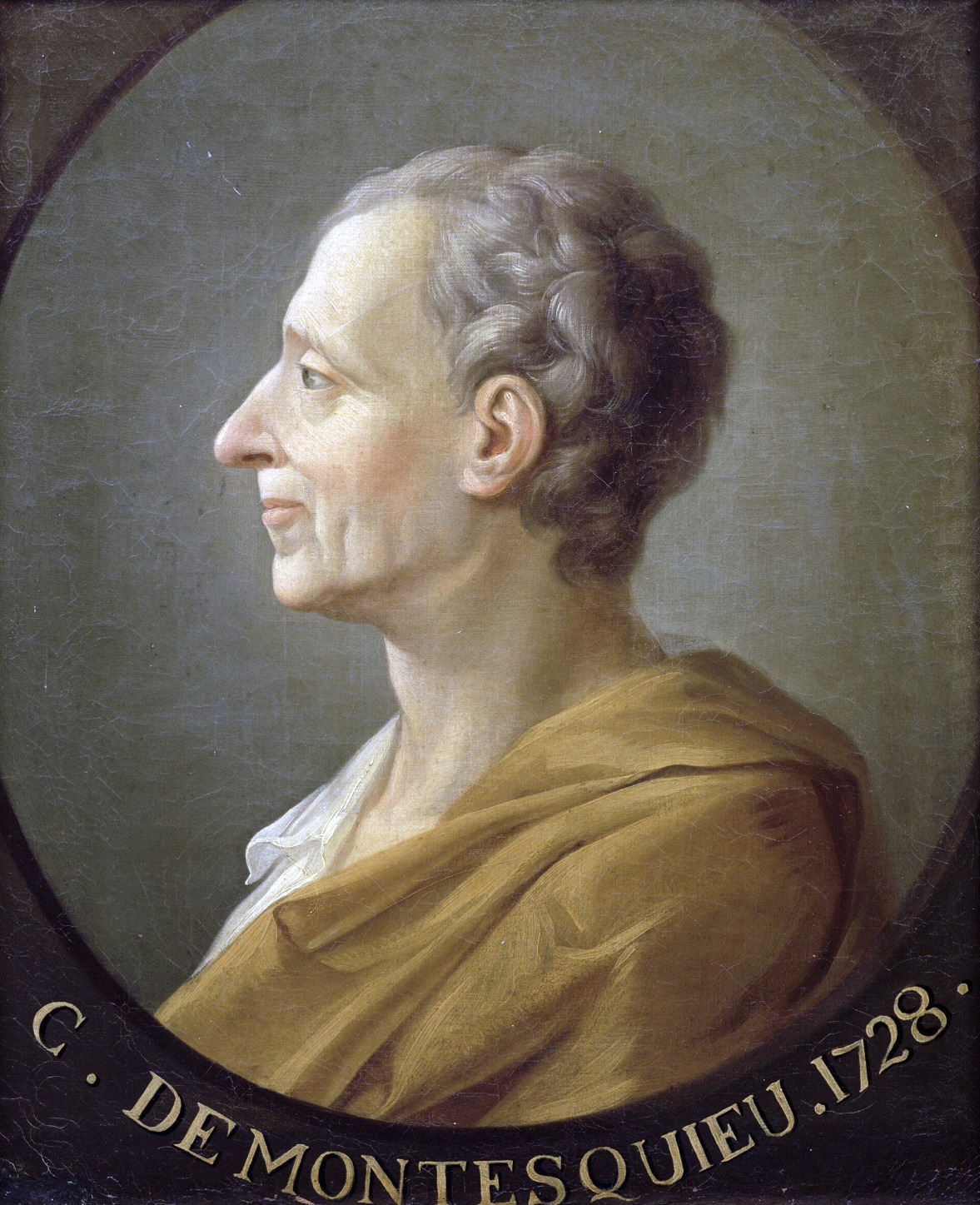
Montesquieu.

Ils défendent aussi la liberté de conscience et mettent en cause le rôle des institutions religieuses dans la société. La tolérance est une valeur fondamentale pour ceux qui « nous ont appris à vivre libres » comme le dit la Convention en honorant les cendres de Voltaire au Panthéon.

Bien sûr, le mouvement des philosophes n’est pas uniforme, mais tous fixent pour objectif à l’humanité et plus encore à l’individu, le bonheur, « idée neuve en Europe », hésitant entre le rêve d’un bon sauvage disparu (Rousseau) et une vie de mondain à la recherche du raffinement (Voltaire). L’optimisme n’est cependant pas triomphant et les auteurs restent lucides : le combat est constant et ils y jouent le rôle essentiel d’agitateurs d’idées.

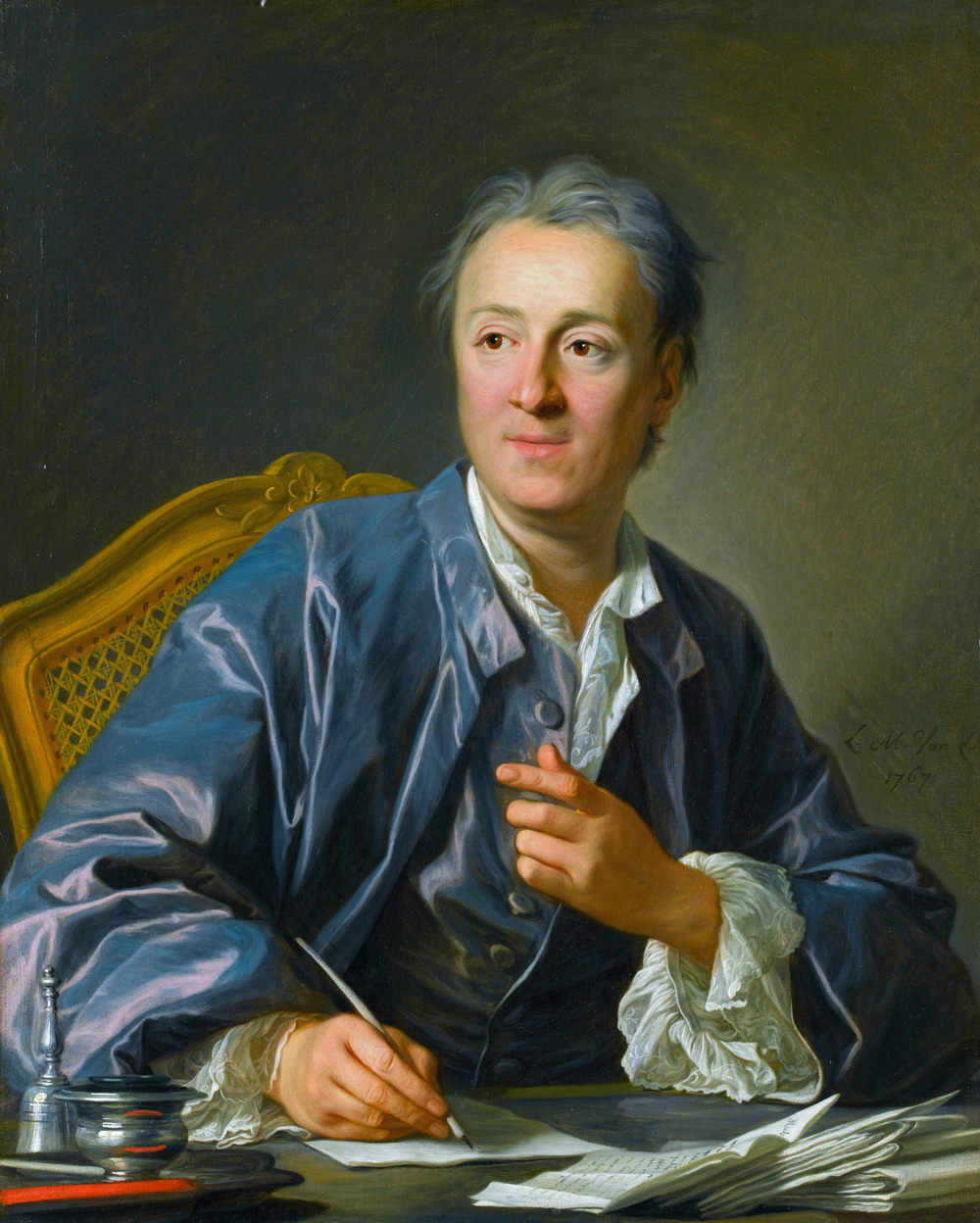
Diderot.

Les œuvres importantes sont nombreuses et relèvent de différents genres comme le conte philosophique avec Voltaire Candide (1759), Zadig (1747) ou la satire distanciée avec les Lettres persanes (1721) de Montesquieu et les essais comme De l'esprit des lois (1748) du même, les Lettres anglaises (1734) ou le Traité sur la tolérance (1763) de Voltaire, le Contrat social (1762) ou Émile ou De l'éducation (1762) de Rousseau, le Supplément au voyage de Bougainville de Diderot ou l’Histoire des deux Indes de l’abbé Guillaume-Thomas Raynal.
Participent aussi à cette littérature d’idées certains aspects des comédies de Marivaux ou de Beaumarchais et bien sûr le grand œuvre de l’Encyclopédie, animé par Diderot et D'Alembert, et ses 35 volumes (textes et illustrations), publiés de 1750 à 1772, ainsi qu’une grande diversité de textes de longueur et d’importance variables : essais, discours, dialogues, entretiens…

### Le théâtre duXVIIIesiècle

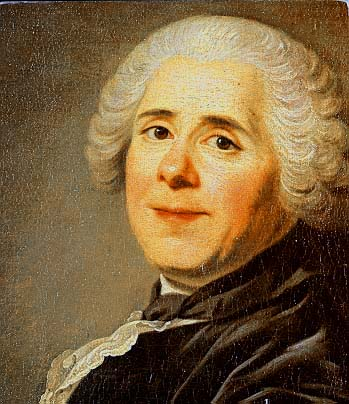
Marivaux

L’influence des grands dramaturges du « siècle de Louis XIV » persiste sur la scène de la Comédie-Française mais des renouvellements apparaissent avec les tragédies de Voltaire (1694-1778) qui introduit des sujets modernes en gardant la structure classique et l’alexandrin (Zaïre, 1732, Mahomet, 1741) et qui obtient de grands succès. Néanmoins la censure est toujours active comme en témoignent, sous Louis XVI encore, les difficultés de Beaumarchais pour son Mariage de Figaro.
La libération des mœurs de la Régence apporte un autre renouvellement du théâtre avec le retour, dès 1716, des Comédiens-Italiens chassés par Louis XIV et le début d’une très grande vogue du spectacle théâtral : on se presse pour admirer des acteurs réputés (Lélio, Flaminia, Silvia…) et rire des lazzi et du dynamisme des personnages issus de la commedia dell'arte comme Arlequin, Colombine ou Pantalon.

C’est dans cette lignée que trouve place Marivaux (1688 -1763) avec ses comédies qui associent la finesse de l’analyse du sentiment amoureux et la subtilité verbale du marivaudage aux problèmes de société en exploitant le thème emblématique du couple maître-valet. Les Fausses Confidences (1737), le Jeu de l'amour et du hasard (1730), ou l'Île des esclaves (1725) constituent quelques-unes de ses œuvres majeures.

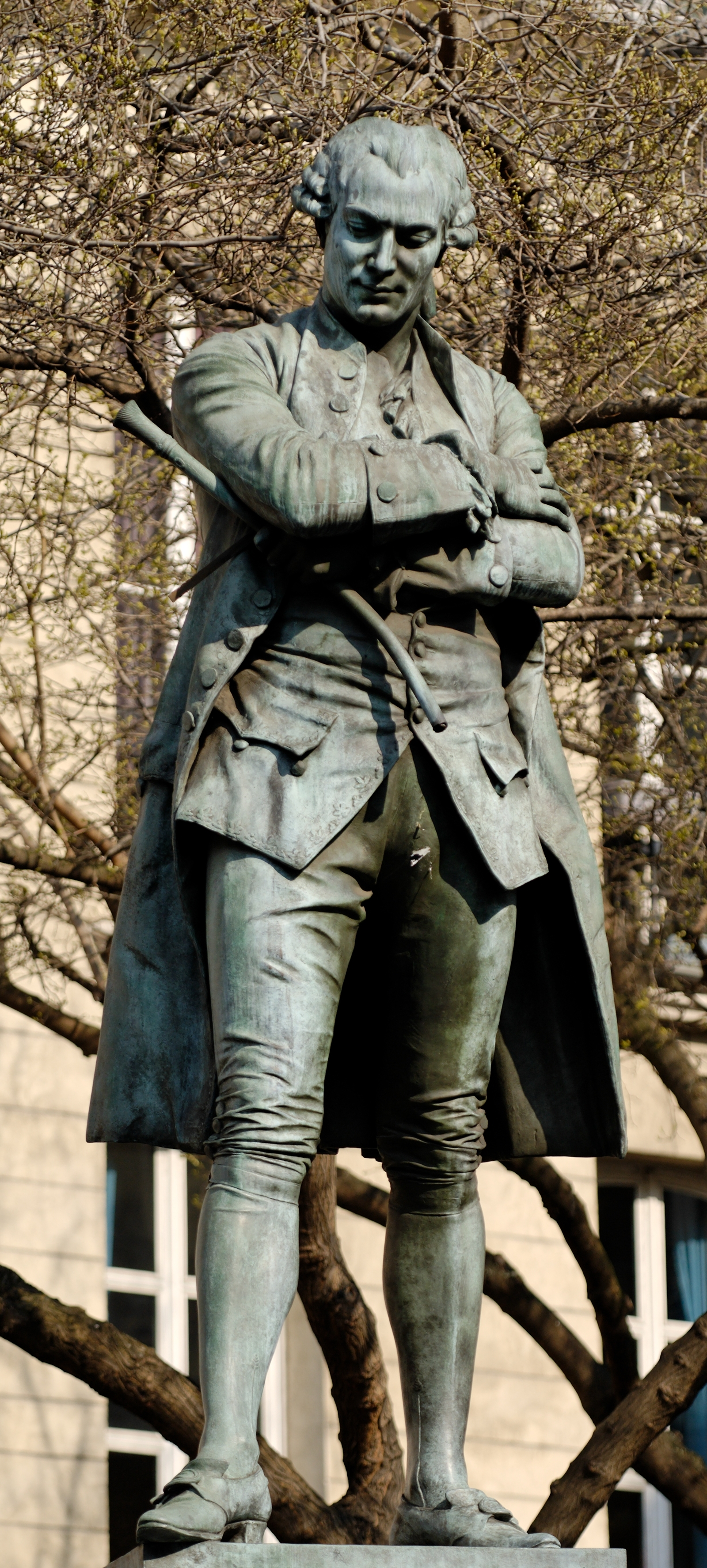
Beaumarchais.

Regnard et Lesage (1668-1747) ont eux aussi marqué la comédie de mœurs avec le Légataire universel (Regnard, 1708) et Turcaret (Lesage, 1709), mais l’autre grand auteur de comédies du siècle est Beaumarchais (1732-1799) qui se montre habile dans l’art du dialogue et de l’intrigue mais aussi dans la satire sociale et politique à travers le personnage de Figaro, valet débrouillard qui conteste le pouvoir de son maître et qu’on retrouve dans deux œuvres majeures : le Barbier de Séville (1775) et le Mariage de Figaro (1784).
Le théâtre du XVIIIe siècle est marqué aussi par des genres nouveaux, aujourd’hui considérés comme mineurs mais que reprendra et transformera le XIXe siècle, comme la comédie larmoyante et le drame bourgeois qui mettent en avant des situations pathétiques dans un contexte réaliste et dramatique qui touchent des familles bourgeoises. Quelques titres explicites : le Fils naturel (Diderot, 1757), le Père de famille (Diderot, 1758), le Philosophe sans le savoir (Sedaine, 1765), la Brouette du vinaigrier (Louis-Sébastien Mercier, 1775) ou encore la Mère coupable (Beaumarchais, 1792).
Mentionnons enfin le développement de genres qui associent texte et musique comme le vaudeville ou l’opéra comique ainsi que des textes de réflexion sur le théâtre avec Diderot et son Paradoxe sur le comédien, les écrits de Voltaire pour défendre la condition des gens de théâtre toujours au ban de l’Église et les condamnations du théâtre pour immoralité par Rousseau.
En 2018, le projet Vespace (virtual early-modern spectacles and publics, active and collaborative environment) (Nantes) propose une immersion dans un théâtre de foire.

### Le roman duXVIIIesiècle

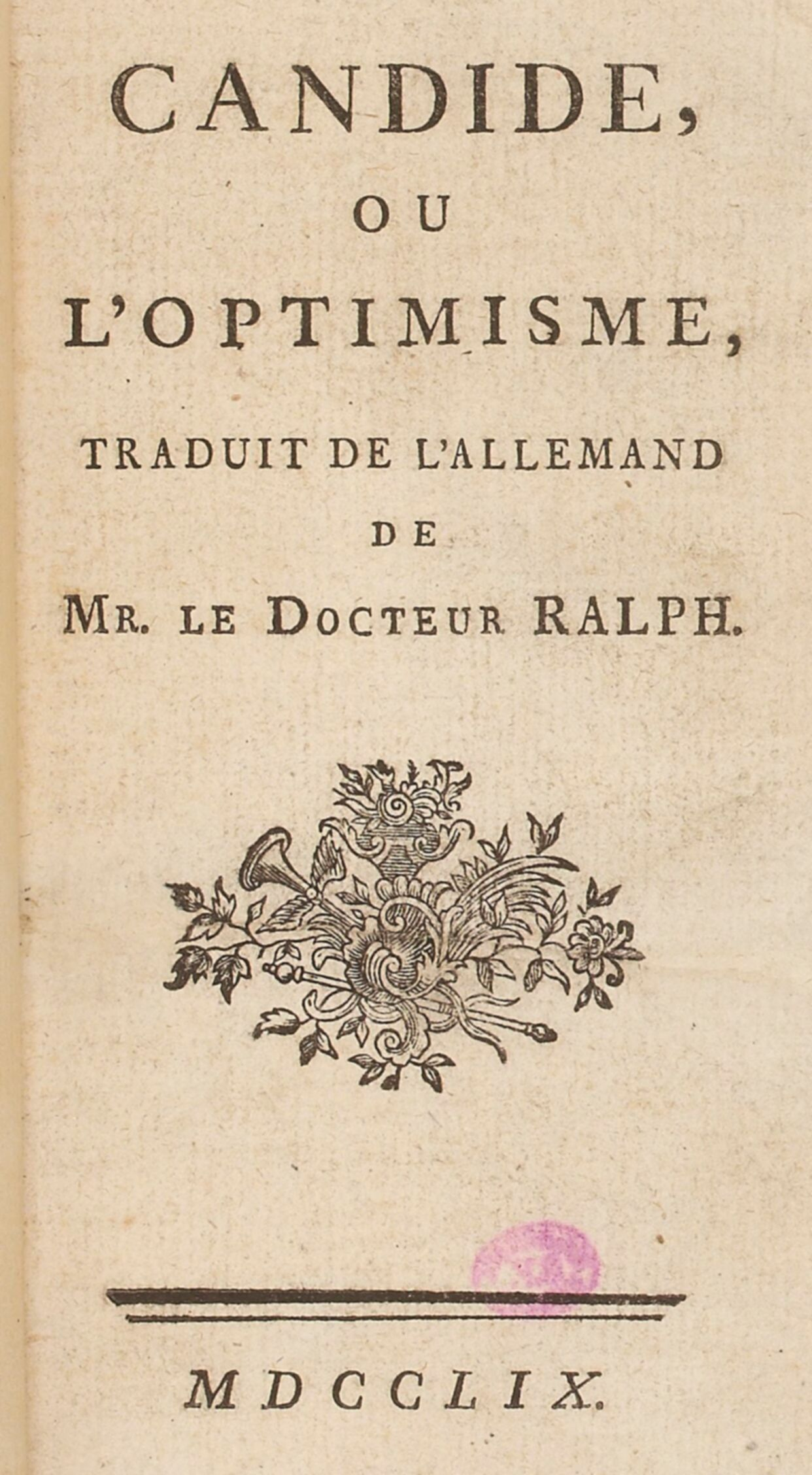
Candide.

Le roman du XVIIIe siècle est marqué par le renouvellement des formes et des contenus qui préfigurent le roman moderne considéré comme une œuvre de fiction en prose, racontant les aventures et l’évolution d’un ou de plusieurs personnages. Le genre, en pleine croissance avec un lectorat élargi, est marqué par le développement de la sensibilité, par le souci d'une apparente d'authenticité (avec le procédé du manuscrit trouvé, l’emploi de la première personne, de l’échange épistolaire ou des dialogues) et par l’esprit des Lumières en prenant en compte les valeurs nouvelles d’une société qui évolue. L’influence de la littérature anglaise est également sensible à travers la traduction des œuvres de Richardson, Swift ou Daniel Defoe. Néanmoins le roman restera, au cours du XVIIIe siècle, un genre en quête de légitimation et de définition, comme le montrent les nombreuses réflexions sur le roman au XVIIIe siècle.
Le roman de ce siècle très riche explore toutes les possibilités romanesques : question du narrateur, éclatement du récit, engagement, analyse psychologique minutieuse, peinture réaliste du monde, imagination et confidence, apprentissage, souci de la forme… et les textes sont difficilement réductibles à des catégories indiscutables ; on peut cependant risquer un regroupement par sous-genre.
- Les romans philosophiques : on peut discuter le genre des œuvres narratives de Voltaire comme Zadig (1747) ou Candide (1759) mais l’appellation la plus fréquente aujourd’hui est « contes philosophiques ». La discussion est plus pertinente pour l'Ingénu, plus tardif (1768), qui s’éloigne du merveilleux et introduit une large part de réalisme social et psychologique. On peut également ajouter les Lettres Persanes de Montesquieu (1721), roman épistolaire rassemblant la correspondance fictive échangée entre deux voyageurs persans.

- Les romans réalistes : l’association du réalisme social et du parcours amoureux s’installe au cours du siècle. Citons les romans-mémoires la Vie de Marianne (1741) le Paysan parvenu (1735) de Marivaux, Manon Lescaut (1731) de l’abbé Prévost (1697-1763), le Paysan perverti (1775) et son deuxième volet la Paysanne pervertie (1784), roman épistolaire de Restif de la Bretonne (1734-1806)[11]. On peut aussi déterminer un sous-genre né de l’influence espagnole : le roman picaresque avec sa truculence satirique, sa variété des milieux sociaux et l’apprentissage de la vie et qu’illustre l’Histoire de Gil Blas de Santillane (1715-1735) de Lesage (1668-1747).
- Le roman d’imagination est, pour sa part, représenté par des romans d’anticipation comme l’An 2440 de Mercier (1771), des romans fantastiques comme le Diable amoureux de Jacques Cazotte (1772), ou encore par le sous-genre de l'utopie (La Découverte australe par un homme volant, ou Le Dédale français, nouvelle très philosophique, suivie de la Lettre d'un singe, de Restif de la Bretonne, Paris, 1781, ainsi que L'Isle des Philosophes, de l'Abbé Balthazard, Chartres, 1790).

- Les romans libertins associent grivoiserie, érotisme, manipulation et jeu social avec Crébillon fils (les Égarements du cœur et de l’esprit, 1736-38 ; le Sopha, 1745), Diderot (les Bijoux indiscrets, 1748 ; la Religieuse, 1760-1796) ; Laclos (les Liaisons dangereuses, 1782) et finalement Sade (Justine ou les Malheurs de la vertu, 1797).
- Les romans du sentiment s’imposent dans la deuxième moitié du siècle avec la Nouvelle Héloïse (1761)[12], le roman par lettres de Jean-Jacques Rousseau (sur le modèle anglais du Pamela de Richardson) qui sera le plus gros tirage du siècle en séduisant par sa peinture préromantique du sentiment amoureux et de la nature, ou Paul et Virginie (1787) de Bernardin de Saint-Pierre (1737-1814).
- Les romans « éclatés » comme Jacques le fataliste et son maître (1773-1778) ou le Neveu de Rameau (1762-1777) de Diderot sont des œuvres assez inclassables mais porteuses de modernité.

### La naissance de l’autobiographie moderne auXVIIIesiècle
Le goût des récits de vie est très fort tout au long du siècle avec des œuvres notables comme la Vie de mon père (1779) ou Monsieur Nicolas (1794-1797) de Restif de la Bretonne, mais c’est l’apport essentiel de Jean-Jacques Rousseau (1712-1778) qui fonde l’autobiographie moderne avec les Confessions (1782-1789) et les Rêveries du promeneur solitaire (1776-1778) dans lesquelles il nous offre un portrait exemplaire et approfondi de lui-même centré sur son « moi ».

### La poésie duXVIIIesiècle

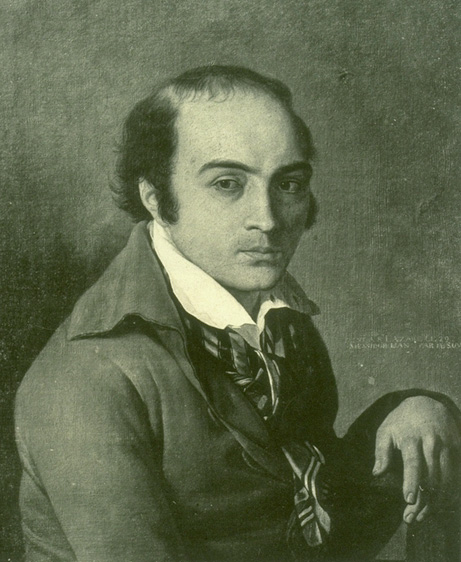
André Chénier.

Dans la mémoire littéraire, la poésie du XVIIIe siècle  est généralement discréditée, et laissée dans l’ombre par rapport aux grands poètes du siècle suivant. Quelques noms éminents, à commencer par André Chénier, émergent toutefois d’un ensemble poétique qui ne paraît plus toucher les sensibilités modernes.
Si la forme versifiée est utilisée avec habileté par Voltaire dans son Poème sur le désastre de Lisbonne ou dans le Mondain, la poésie, au sens commun du terme, ne se libère pas des influences du classicisme (en témoignent Jean-Baptiste Rousseau ou Lebrun Pindare) et l’histoire littéraire ne retient que quelques noms comme ceux de Jean-Jacques Lefranc de Pompignan (1709-1784) (Poésies sacrées), Nicolas Gilbert (1750-1780) (Ode imitée de plusieurs psaumes, dite Adieux à la vie, 1780), Jacques Delille (1738-1813) (les Jardins, 1782), Évariste de Parny (1753-1814) (Élégies, 1784), Jean-Pierre Claris de Florian (1755-1794), ou bien encore, dans une moindre mesure, Lormeau de la Croix (1755-1777) (Poésies, publiées posthumes en 1787), qui préparent modestement le romantisme en cultivant une certaine sensibilité à la nature et au temps qui passe.
Mais c’est essentiellement André Chénier (1762-1794) qui réussit une poésie expressive comme dans le poème célèbre de la Jeune Tarentine ou celui de la Jeune Captive (son œuvre ne sera publiée qu’en 1819, bien après sa mort tragique lors de la Terreur).
On mentionnera aussi Fabre d'Églantine pour ses chansons (Il pleut bergère) et sa contribution onomastique pleine de poésie à l'élaboration du calendrier révolutionnaire.

### Autres genres duXVIIIesiècle
- La critique d’art est inventée par Diderot dans ses Salons où il explore la part de la sensibilité dans l’émotion artistique comme à propos de la poésie des ruines peintes par Hubert Robert.
- Buffon offre quant à lui une réussite littéraire intéressante avec ses écrits de vulgarisation scientifique dans son imposante Histoire naturelle, publiée avec grand succès de 1749 à 1789.Robespierre.

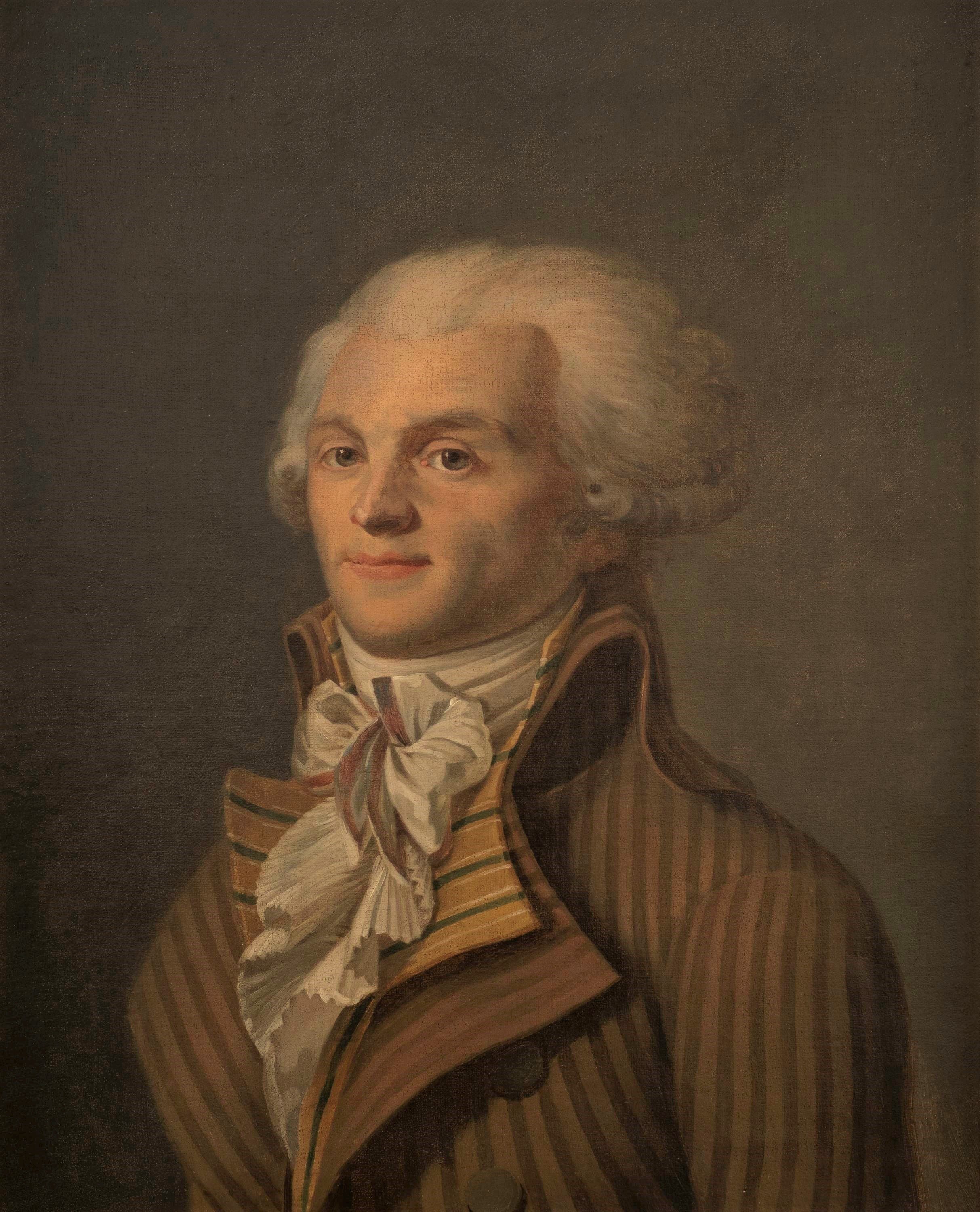
Robespierre.

- Le discours politique et sa rhétorique peut être lui aussi d’une certaine façon considéré comme un genre littéraire avec les orateurs de talent comme Mirabeau, Saint-Just, Danton ou Robespierre qui ont marqué la période révolutionnaire. On peut aussi y associer l'« Épître dédicatoire aux nègres esclaves » qui introduit les Réflexions sur l'esclavage des nègres (1781) de Nicolas de Condorcet, qui, par des procédés rhétoriques comme la double énonciation (louer les esclaves/faire le procès des esclavagistes) s'y apparente.

## Bilan
La littérature française du XVIIIe siècle montre une grande richesse d’œuvres dans tous les genres, en associant plus qu’en opposant l’engagement des Lumières et la naissance de la subjectivité et de la sensibilité, deux valeurs modernes. L’histoire littéraire n’a pas tout retenu mais l’originalité du XVIIIe siècle tient pour une bonne part au fait que l’expression des idées relevait encore de la littérature - ceux qu’on appelle les « Philosophes » étaient des hommes de lettres à part entière - et les créateurs ne répugnaient pas à faire de leurs romans ou de leurs pièces des œuvres de combat tout en exprimant leur personnalité et leur sensibilité dans une langue qui devenait la langue de la culture de toute l’Europe.